# Dampierre-en-Crot
Dampierre-en-Crot és un municipi francès, situat al departament de Cher i a la regió de Centre – Vall del Loira. L'any 2007 tenia 221 habitants.

## Demografia

### Població
El 2007 la població de fet de Dampierre-en-Crot era de 221 persones. Hi havia 92 famílies, de les quals 32 eren unipersonals (20 homes vivint sols i 12 dones vivint soles), 40 parelles sense fills, 12 parelles amb fills i 8 famílies monoparentals amb fills.
La població ha evolucionat segons el següent gràfic:
Habitants censats

### Habitatges
El 2007 hi havia 159 habitatges, 103 eren l'habitatge principal de la família, 45 eren segones residències i 12 estaven desocupats. 154 eren cases i 1 era un apartament. Dels 103 habitatges principals, 75 estaven ocupats pels seus propietaris, 22 estaven llogats i ocupats pels llogaters i 6 estaven cedits a títol gratuït; 6 tenien dues cambres, 26 en tenien tres, 29 en tenien quatre i 41 en tenien cinc o més. 75 habitatges disposaven pel capbaix d'una plaça de pàrquing. A 50 habitatges hi havia un automòbil i a 46 n'hi havia dos o més.

### Piràmide de població
La piràmide de població per edats i sexe el 2009 era:
| Homes | Edats   | Dones |
| ----- | ------- | ----- |
| 0     | 95 o +  | 0     |
| 0     | 90 a 94 | 0     |
| 8     | 85 a 89 | 12    |
| 4     | 80 a 84 | 8     |
| 8     | 75 a 79 | 8     |
| 8     | 70 a 74 | 4     |
| 8     | 65 a 69 | 8     |
| 12    | 60 a 64 | 4     |
| 4     | 55 a 59 | 12    |
| 8     | 50 a 54 | 16    |
| 8     | 45 a 49 | 4     |
| 8     | 40 a 44 | 4     |
| 0     | 35 a 39 | 4     |
| 8     | 30 a 34 | 12    |
| 4     | 25 a 29 | 8     |
| 0     | 20 a 24 | 0     |
| 8     | 15 a 19 | 4     |
| 0     | 10 a 14 | 4     |
| 8     | 5 a 9   | 0     |
| 4     | 0 a 4   | 4     |

## Economia
El 2007 la població en edat de treballar era de 125 persones, 93 eren actives i 32 eren inactives. De les 93 persones actives 88 estaven ocupades (46 homes i 42 dones) i 5 estaven aturades (2 homes i 3 dones). De les 32 persones inactives 19 estaven jubilades, 5 estaven estudiant i 8 estaven classificades com a «altres inactius».

### Ingressos
El 2009 a Dampierre-en-Crot hi havia 97 unitats fiscals que integraven 209 persones, la mediana anual d'ingressos fiscals per persona era de 15.661 €.

### Activitats econòmiques
Dels 3 establiments que hi havia el 2007, 1 era d'una empresa de comerç i reparació d'automòbils, 1 d'una empresa d'hostatgeria i restauració i 1 d'una empresa immobiliària.
L'únic servei als particulars que hi havia el 2009 era un restaurant.
L'únic establiment comercial que hi havia el 2009 era una carnisseria.
L'any 2000 a Dampierre-en-Crot hi havia 20 explotacions agrícoles que ocupaven un total de 1.836 hectàrees.

## Poblacions més properes
El següent diagrama mostra les poblacions més properes.